# 2004年全国乒乓球锦标赛
2004年全国乒乓球锦标赛為中国國內最高級別的乒乓球比賽。本屆賽事於2004年10月2日至9日在中国江苏省无锡市举行。 。

## 項目獎牌榜
以下為各項目的優勝者及其所屬隊伍名單：
| 項目     | 金牌                 | 银牌                 | 铜牌                   |
| 男子單打 | 王励勤（上海）       | 马龙（北京）         | 周斌（辽宁）           |
| 男子單打 | 王励勤（上海）       | 马龙（北京）         | 李平（天津）           |
| 女子單打 | 郭焱（北京）         | 姜华珺（山东）       | 白杨（河北）           |
| 女子單打 | 郭焱（北京）         | 姜华珺（山东）       | 许琴（浙江）           |
| 男子雙打 | 曾佳 / 余世钦 (湖北) | 徐辉 / 周斌 (辽宁)   | 王建军 / 赵鹏 (四川)   |
| 男子雙打 | 曾佳 / 余世钦 (湖北) | 徐辉 / 周斌 (辽宁)   | 秦志戬 / 单明杰 (江苏) |
| 女子雙打 | 陈晴 / 张晓武 (江苏) | 糜慧琴 / 张晶 (上海) | 李楠 / 唐娜 (天津)     |
| 女子雙打 | 陈晴 / 张晓武 (江苏) | 糜慧琴 / 张晶 (上海) | 陈漪 / 陈月琴 (浙江)   |
| 混合雙打 | 徐辉 / 郭跃 (辽宁)   | 王励勤 / 张晶 (上海) | 郝帅 / 唐娜 (天津)     |
| 混合雙打 | 徐辉 / 郭跃 (辽宁)   | 王励勤 / 张晶 (上海) | 朱江 / 张莹莹 (江苏)   |
| 男子團體 | 江苏                 | 八一                 | 广东                   |
| 男子團體 | 江苏                 | 八一                 | 上海                   |
| 女子團體 | 北京                 | 河北                 | 江苏                   |
| 女子團體 | 北京                 | 河北                 | 辽宁                   |